# جورج تای
جورج تای (به انگلیسی: George Ty) (زاده ۱۹۳۳–۲۳ نوامبر ۲۰۱۸) کارآفرین، بانکدار و مدیر اجرایی فیلیپینی چینی‌تبار است، که در سال ۱۹۶۲ متروبانک را تأسیس نمود. این بانک هم‌اکنون دومین بانک فیلیپین بشمار می‌آید.
وی همچنین یکی از سهام‌داران اصلی بانک جزایر فیلیپین (بزرگترین بانک فیلیپین) می‌باشد. دکتر تای هم‌اکنون (۲۰۱۴) با دارایی خالص ۳٫۶ میلیارد دلار، در رتبه هفتم از ثروتمندترین افراد فیلیپین و در رتبه ۴۷۴ از ثروتمندترین افراد جهان قرار دارد.